# Хатаевич, Мендель Маркович
Ме́ндель Ма́ркович Хатае́вич (10 (22) марта 1893, Гомель, Могилёвская губерния, Российская империя — 30 октября 1937, Москва, СССР) — советский партийный и государственный деятель, первый секретарь Средне-Волжского областного комитета ВКП(б) в 1928–1932 годах и Днепропетровского обкома КП(б)У в 1933–1937 годах, второй секретарь ЦК КП(б)У в 1932–1933 и марте-августе 1937 года.

## Биография
Родился в небогатой семье торговцев. По национальности еврей.
По профессии зубной техник. В 1929 году окончил курсы марксизма-ленинизма при ЦИК СССР.
В 1913 году вступил в РСДРП(б). Неоднократно подвергался арестам за революционную деятельность. В феврале 1915 года был осуждён к административной высылке в Енисейскую губернию. В марте 1917 года амнистирован.
В 1917 году — заместитель председателя Полесского комитета РСДРП(б) в Гомеле, член Юго-Западного областного комитета РСДРП(б), член президиума Гомельского Совета, заместитель председателя Гомельского городского комитета РСДРП(б).
В 1918 году — председатель Самарского горкома РКП(б), член Президиума, заведующий Организационным, Агитационно-пропагандистским отделом Самарского губернского комитета РКП(б). После взятия города чешскими войсками арестован, освобождён Красной армией.
С 1918 по 1919 годах — председатель Гомельского уездного комитета РКП(б). В 1919—1920 годах — заведующий агитационно-организационным отделом Самарского городского комитета РКП(б), в 1919 году — ответственный организатор Самарского городского районного комитета РКП(б), председатель Самарского городского комитета РКП(б).
В мае 1920 года в числе других коммунистов мобилизован на Западный фронт начальником политического отдела армии 21-й стрелковой дивизии. Затем работал в Самарском городском комитете РКП(б).
- 1921—1923 — ответственный секретарь Гомельского губернского комитета РКП(б);
- 1923—1924 — ответственный секретарь Одесского губернского комитета КП(б) Украины;
- 1924—1925 — заместитель заведующего организационно-распределительным отделом ЦК ВКП(б);
- 1925—1928 — ответственный секретарь Татарского обкома ВКП(б).

C 23 августа 1928 по 9 октября 1932 года — первый секретарь Средне-Волжского областного — краевого комитета ВКП(б).
В 1932—1933 годах — второй секретарь ЦК КП(б) Украины, в 1933−1934 годах — секретарь ЦК КП(б) Украины.
С 1933 года первый секретарь Днепропетровского обкома, с 17 марта 1937 года — снова второй секретарь ЦК КП(б) Украины.
С 1925 году член Центральной ревизионной комиссии ВКП(б), с 1927 года кандидат в члены, с 1930 года член ЦК ВКП(б). В 1932—1937 годах — член Политбюро ЦК КП(б) Украины.
9 июля 1937 года арестован. 27 октября 1937 года приговорён к смертной казни по обвинению в участии в контрреволюционной террористической организации. Расстрелян в Москве.
В 1956 году реабилитирован и восстановлен в партии.
13 января 2010 года Апелляционный суд Киева назвал Хатаевича одним из виновных в организации «Голодомора» на Украине в 1932—1933 годах.
Дело о его аресте и расстреле (350 страниц) хранится в архиве ФСБ России под грифом «Хранить вечно».

## Дополнительные сведения
5 ноября 1932 года Вячеслав Молотов и 2-й секретарь ЦК КП(б)У М. М. Хатаевич направили директиву обкомам партии, требуя от них срочных и решительных действий по выполнению закона от 7 августа 1932 года «с обязательным и быстрым проведением репрессий и беспощадной расправы с преступными элементами в правлениях колхозов».
Ваша задача — доставать зерно всеми способами, — учил «активистов» в 1932 году на Украине Мендель Хатаевич. — Не бойтесь употреблять крайние средства. За вами стеной будет стоять партия.

В 1933 году член Политбюро ЦК КП(б)У М. М. Хатаевич якобы отметил: 
Жестокая борьба ведется между крестьянами и нашей властью. Это борьба насмерть. Этот год был решающей проверкой нашей силы и прочности. Понадобился голод, чтобы показать им, кто здесь хозяин. Это стоило миллионов жизней, но колхозная система создана, мы выиграли войну.
 Современные украинские историки ставят под сомнение достоверность этого высказывания. Впервые оно было опубликовано на английском языке в воспоминаниях Виктора Кравченко «Я выбрал свободу», напечатанных в Великобритании в 1947 году. Возможно, имеет место неточный двойной перевод с русского на английский и с английского на русский, в результате чего слово кулаками было переведено как крестьянами.
В 1935 году на областном партийном пленуме высказался против поголовных чисток, а в августе 1936 года там же заявил, что «в практике нашего руководства есть элементы авторитарности».

## Память
- В 1930-е годы его имя носил парк Глобы в Днепропетровске.
- Имя носил Криворожский коксохимический завод.
- В Гомеле есть улица Хатаевича.
- Построенная в 1932 году около ст. Липяги Самарской области Приволжская биофабрика носила его имя.